# زیردریایی اشچا-۲۱۵
زیردریایی اشچا-۲۱۵ (به انگلیسی: Soviet submarine Shch-215) یک زیردریایی بود که طول آن ۵۷٫۰۰ متر (۱۸۷٫۰۱ فوت) بود. این زیردریایی  در سال ۱۹۳۷ ساخته شد.